# Переконденсация

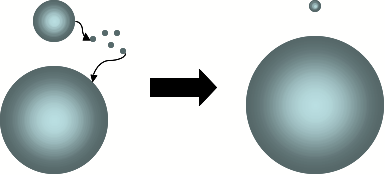
Схема Оствальдовской переконденсации.

Переконденсация или Оствальдовское созревание — процесс конденсации пересыщенной фазы вещества, наблюдаемый в жидких золях или твёрдых коллоидных растворах на поздних временах развития, когда закончен этап нуклеации, а рост крупных зёрен новой фазы (например, капель из пара) происходит за счёт более мелких в условиях «подавления без поедания», то есть растворения капель без их слипания. Явление впервые описано Оствальдом. Переконденсация может проходить в двух режимах: под управлением поглощающей способности поверхности капель (теория Вагнера:), когда длина свободного пробега молекулы много больше радиуса сферического зерна, а в другом случае под управлением диффузии в паре (теория Лифшица-Слёзова:). Последняя излагается в последней главе последнего тома известного курса теоретической физики Ландау, Лифшица, Питаевского. Когда данный феномен происходит в твёрдых микродисперсных растворах или осадках, употребляют термин Оствальдовская перекристаллизация.

## Основные уравнения теории переконденсации
Режимы перекоденсации различаются характером роста радиуса капли, но оба определяются важной величиной теории нуклеации — критическим радиусом (если образовавшееся в результате флуктуаций зерно меньше критических на данный момент размеров, то оно растворяется, иначе продолжает расти по макроскопическим законам роста). На поздних временах, согласно рассматриваемой теории, используется асимптотическое выражение для критического радиуса:
{\displaystyle R_{c}(t)={\frac {2v_{l}\sigma }{kT}}\cdot {\frac {N_{\infty }}{N(t)-N_{\infty }}}}.
Здесь {\displaystyle v_{l}} — объём на одну молекулу жидкости, {\displaystyle \sigma } — коэффициент поверхностного натяжения, {\displaystyle k} — постоянная Больцмана, {\displaystyle T} — абсолютная температура, {\displaystyle N(t)} — среднее число молекул пара в единице объёма (безразмерная концентрация), а {\displaystyle N_{\infty }} — равновесная концентрация пара над плоской границей жидкой фазы, что соответствует большим размерам капель на больших временах их созревания и минимальной концентрации пара, при этом критический радиус растёт до бесконечности, и те капли, что оказываются ниже критического порога, растворяются.
Так, для диффузионного режима уравнение роста радиуса капли имеет вид:
{\displaystyle {\frac {dR(t)}{dt}}={\frac {2v_{l}\sigma N_{\infty }}{kT}}\cdot {\frac {D}{R(t)}}\cdot \left({\frac {1}{R_{c}(t)}}-{\frac {1}{R(t)}}\right)},
где {\displaystyle D} — коэффициент диффузии. Для другого режима с точностью до коэффициентов в этом уравнении лишь отсутствует деление на радиус перед скобками.
Помимо выражения для критического радиуса и уравнения роста капли для замкнутого описания теории записываются ещё два нижеследующих уравнения.
Уравнение баланса вещества (постоянства общего числа молекул вещества в виде пара и конденсированной жидкости):
{\displaystyle N(t)+{\frac {1}{v_{l}}}\int \limits _{0}^{\infty }{\frac {4}{3}}\pi R^{3}f(R,t)dR=const},
где {\displaystyle f(R,t)} — функция распределения капель по размерам (радиусу), нормированная на общее число капель. Заметим, что интегральные пределы фактически простираются не от нуля до бесконечности, а от минимальной капли (условно трактуемой) до максимальной в текущий момент времени.
Уравнение неразрывности для функции распределения (ибо капли меняют свои размеры непрерывно по времени):
{\displaystyle {\frac {\partial f(R,t)}{\partial t}}=-{\frac {\partial }{\partial R}}\left({\frac {dR}{dt}}\cdot f(R,t)\right)}.